# Heinrich Steinhoff
Heinrich Steinhoff (* um 1540 in Würdinghausen; † 20. Oktober 1611 in Grafschaft) war Abt des Klosters Grafschaft.

## Herkunft
Heinrich Steinhoff stammt von der im Ende des 15. und Anfang des 16. Jahrhunderts in Würdinghausen (Gemeinde Kirchhundem) bezeugten Familie Steinhoff ab. In den Schatzungslisten des Herzogtums Westfalen von 1536, 1543 und 1565 ist der Familienname in dieser Form für Würdinghausen zwar nicht mehr genannt, es dürfte allerdings davon auszugehen sein, dass es sich um die in diesen Verzeichnissen erwähnte Familie „uff dem Hofe“ handelt. Namensabweichungen dieser Art sind in Dokumenten aus der damaligen Zeit durchaus üblich. Gesichert ist das Vorkommen der Familie in Würdinghausen durch zwei Urkunden des Pfarrarchivs Kirchhundem. 1499 erscheint darin Hanns Steinhopp zu Wordinghusen als Zeuge (Urk. 23), 1517 Heinrich Steinhoff ebenfalls als Zeuge (Urk. 26). 1529 wird Heinrich Steinhoep der Junge zu Wordinckhuesen als Zeuge in einer Urkunde des Archivs des Grafen von Spee zu Ahausen genannt (Urk. Nr. 369).

## Cellerar des Klosters Grafschaft
Bevor Heinrich Steinhoff zum Abt des Klosters Grafschaft gewählt wurde, war er über zwei Jahrzehnte als Cellarius (Kellner) mit der Verwaltung der Einnahmen und Naturalabgaben betraut. Erstmals erscheint er in dieser Funktion in einer Urkunde des Klosters vom 18. Mai 1562, in der er zusammen mit Abt Rotger und Prior Melchior dem Bilsteiner Drosten Friedrich von Fürstenberg die nach dem Tod des Jost von Grafschaft heimgefallene Vogtei Grafschaft übertrug. Wegen dieses Vertrages kam es zwanzig Jahre später zum Konflikt zwischen dem Kölner Erzbischof Gebhard Truchsess und dem in Opposition zu ihm stehenden Bilsteiner Amtsdrosten Caspar von Fürstenberg. Der Erzbischof räumte dem Kloster 1583 einige Güter der Vogtei zur Nutzung ein und behielt sich die Entscheidung zu den übrigen Gütern vor. Zu Auseinandersetzungen kam es 1570 mit der Stadt Schmallenberg, als diese dem Kloster die Abgabe des fälligen Zehnten verweigerte. Abt Rotger und Kellner Heinrich Steinhoff protestierten dagegen am 11. Februar 1570 in Schmallenberg öffentlich zwischen dem Steinhause und der Zehntscheune. Bei einer Vorladung beider Parteien vor den Landdrosten in Arnsberg am 3. April 1570 kam es in der Angelegenheit zu einer gütlichen Einigung. Zu einem weiteren umfassenden Vergleich des Klosters mit der Stadt Schmallenberg kam es 1573. Auch darin wird Heinrich als Kellner des Klosters erwähnt.

## Abt des Klosters Grafschaft
Abt Rotgerus unter den Linden aus Grafschaft, der dem Kloster von 1551 vorgestanden hatte, starb am 28. Januar 1584. Aufgrund der Kriegszeiten (Truchsessische Wirren) verzögerte sich die Wahl eines neuen Abtes um mehr als ein Jahr. Am 8. April 1585 wurde Heinrich Steinhoff zum Abt des Klosters Grafschaft gewählt. Den Vorsitz bei der Wahl hatte Nicolaus von Vreden, Abt zu Deutz. Die Wahl erfolgte „per viam compromissi“ (= durch Übereinkunft). Compromissarii waren der Scholaster, der Prior Melchior und der Hospitalar Antonius. (Urk. 453). Wegen eines Unglücksfalls, bei dem Prior Melchior zu Tode stürzte, wurde das Kloster durch Abt Leonhard von Abdinghof (Paderborn) visitiert, wobei erhebliche Baumängel festgestellt wurden. Abt Heinrich Steinhoff reagierte mit baulichen Verbesserungen. Unter ihm entstand ein neues Dormitorium. 1590 erreichte er unter dem Kölner Erzbischof und Kurfürsten Ernst die Steuerbefreiung der dem Kloster gehörenden Eisenwerke in Sorpe. 1609 verzichtete Heinrich Steinhoff auf sein Amt als Abt. Grund waren die nachlassende Klosterzucht unter den Brüdern und die Erfolge der reformatorischen Lehre unter der Bevölkerung der zum Kloster gehörenden Gemeinden. Mit den Worten „nudus nudum sequi volo Christum“ (ich will arm Christus in seiner Armut folgen) verzichtete er auf die ihm zustehende Pension. Er starb am 21. Oktober 1611.